# Joseph Schlitz Brewing Company

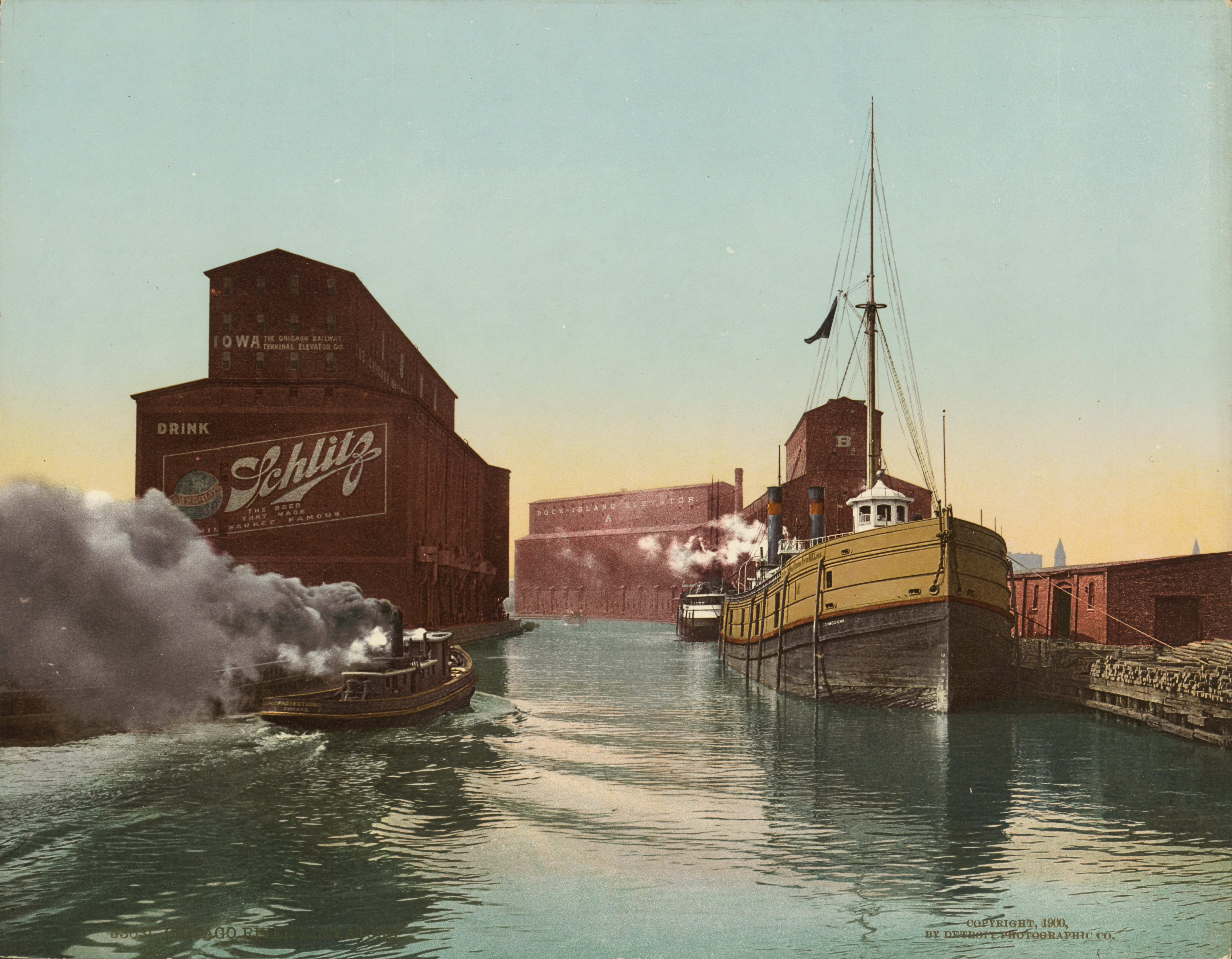
Werbeplakat am Chicago River

Die Joseph Schlitz Brewing Company ist eine ehemalige US-amerikanische Brauerei in Milwaukee. Vom Anfang des 20. Jahrhunderts bis in die 1950er war das Produktflaggschiff Schlitz eines der meistverkauften Biere der Welt.

## Geschichte

### Gründung
Der aus Mainz stammende Joseph Schlitz arbeitete als Buchhalter für die Gasthausbrauerei des ebenfalls deutschstämmigen August Krug. Nach dem Tod Krugs im Jahr 1856 übernahm Schlitz die Verwaltung der Brauerei. Zwei Jahre später heiratete er die Witwe Krugs und änderte den Namen der Brauerei zu Joseph Schlitz Chestnut Brewery. Neuer Buchhalter wurde der Neffe Krugs, August Uihlein. Später stellte Schlitz auch Uihleins Brüder Henry, Alfred und Edward ein. 
Die vielfach kolportierte Geschichte, dass die Brauerei ihren Aufstieg zu nationaler Bekanntheit dem Engagement von Schlitz nach der Feuerkatastrophe von Chicago, genauer der Spende von tausenden Fässer Bier verdankte, ist nicht mehr als ein späterer Marketingmythos. Auch der erst in den späten 1880er Jahren verbreitete Werbeslogan „The Beer that made Milwaukee famous“ („Das Bier, das Milwaukee berühmt gemacht hat“) hatte mit dieser Episode nichts zu tun, sondern war Teil des harten Wettbewerbs der führenden Brauereien in Milwaukee.
Im Januar 1872 errichtete Schlitz eine erste Agentur in Chicago, später eine zentrale Abfüll- und Kühlstation für die Belieferung des Mittleren Westens. Seit Mitte der 1870er Jahre wurde das Distributionsnetzwerk auf immer weiter entfernte Städte ausgeweitet. Diese Expansion wurde durch brauereigebundene Saloons unterstützt. Auch hier hatte Chicago eine herausragende Bedeutung, baute die Firma doch dort seit den späten 1880er Jahren ein Netz von bis zu 80 Schankstätten auf. Ein Kaufangebot von Bratton and Sons lehnte Schlitz im Jahr 1873 ab. Anfang 1874 wurde mit der Gründung der Aktiengesellschaft Jos. Schlitz Brewing Company auch die finanziellen Grundlagen für die weitere Expansion gelegt.
Joseph Schlitz legte in seinem Testament fest, dass die Firma den Namenszusatz „Schlitz“ nicht ablegen dürfte. Außerdem sollte August Uihlein als sein Nachfolger eingesetzt werden. Joseph Schlitz starb beim Untergang des Passagierdampfers Schiller im Jahr 1875. Nach dem Tod seiner Frau Anna Maria Krug Schlitz im Jahr 1887 fiel die Aktienmehrheit an die Uihlein-Brüder.

### Wachstum und Marktführerschaft
Im Jahr 1902 war die Schlitzbrauerei mit einem Ausstoß von einer Million Barrel Bier die größte Brauerei der Welt. Die charakteristische braune Flasche wurde im Jahr 1912 eingeführt. Zu Zeiten der Prohibition wurde der Firmenname zu Joseph Schlitz Beverage Company geändert. Anstelle von Bier stellte Schlitz verschiedene Softdrinks, wie beispielsweise Schlitz Ginger Ale, her. 
Die Familie war neben der Getränkeindustrie auch im Transport- und Finanzwesen sowie Immobilienmarkt tätig. Nach 1934 war Schlitz wieder die erfolgreichste Brauerei der Welt.
1953 wurde das Unternehmen erstmals von Anheuser-Busch eingeholt. Grund hierfür war ein 76-tägiger Streik, der die Produktion beträchtlich senkte. Erst durch die Einführung der Marke Old Milwaukee konnte Schlitz wieder seine Marktführung herstellen. Bis in die späten 70er Jahre waren Schlitz und Anheuser-Busch Konkurrenten um die Marktführerschaft. 1971 eröffnete Schlitz die erste Abfüllanlage für Aluminium-Dosen – die erste ihrer Zeit.

### Niedergang und Verkauf
Durch den ständigen Druck zur Kostensenkung wurde der Herstellungsprozess des populären Schlitz geändert. Nicht nur der Brauprozess an sich, sondern auch Zutaten wurden in mehreren Experimenten derart verändert, dass sich Geschmack und Haltbarkeit des Biers verschlechterten.
Ein weiterer Streik im Jahr 1981, an welchem ungefähr 700 Arbeiter teilnahmen, sorgte schließlich für das Aus der Firma. Sowohl die Pabst Brewing Company als auch die G. Heileman Brewing Company versuchten, sich Schlitz einzuverleiben, was jedoch vom amerikanischen Justizministerium verboten wurde. Schlitz wurde schließlich an die Stroh Brewery Company aus Detroit verkauft. Die einstmals populäre Marke verlor in den Folgejahren nach und nach weitere Marktanteile. 
Das Gelände der Schlitzbrauerei wurde in eine Mischung aus Wohn- und Gewerbegebiet umgewandelt, dem Schlitz Park.

### Wiederbelebung der Marke durch Pabst
Im Jahr 1999 wurde Stroh Brewery Company durch Pabst Brewing Company aufgekauft, die sich zum Ziel setzten, die alte Marke wiederzubeleben. Da das originale Rezept während der experimentellen Phase verloren ging, musste Pabst aufwändige Nachforschungen betreiben, um den Geschmack des alten Schlitz wiederherzustellen. Durch das Einbeziehen von Produkttestern und ehemaligen Braumeistern gelang es schließlich, das Rezept für Schlitz-Bier zu rekonstruieren.
Im Jahr 2008 begann die Wiedereinführung mit einer groß angelegten Fernsehkampagne. Zu den ersten Verkaufsregionen zählten Chicago, Florida, Boston, Minneapolis-Saint Paul und Milwaukee. Passend zur Vermarktung als klassisches Bier der 1960er Jahre wurde das ehemalige Playmate des Jahres 1968, Cynthia Myers, zur Sprecherin der Marke angestellt.

## Trivia
- Der folgende Limerick, welcher um die Jahrhundertwende entstand, beinhaltet die Namen der damals erfolgreichsten amerikanischen Brauereien[11]: 
„A young lady by the name of ANHEISER,
 Who said no man could surprise her,
 But PABST took a chance,
 Found the SCHLITZ in her pants,
 And now she is sadder, BUDWEISER.“
- Im Mai 1968 sang Jerry Lee Lewis den Song „What’s Made Milwaukee Famous (Has Made a Loser Out of Me)“, in Anspielung auf Schlitz-Bier.
- In der Simpsons Episode Waiting for Duffman (S26E17) stellt sich heraus, dass die Geheimrezeptur für Duff Bier "Schlitzbier + Wasser" ist.
- In der Fernsehserie Percy Stuart, Staffel 1, Folge 9, stehen die Hauptdarsteller Percy Stuart (gespielt von Claus Wilcke) und Reginald Prewster (gespielt von Horst Keitel) an einer spanischen Autobahn, während hinter ihnen langsam ein Lastwagen mit dem "Schlitz" Logo vorbeifährt.